# Vladimir Nikolaevič Čelomej
Vladimir Nikolaevič Čelomej (in russo Владимир Николаевич Челомей?; Siedlce, 30 giugno 1914, 17 giugno del calendario giuliano – Mosca, 8 dicembre 1984) è stato un ingegnere sovietico, uno studioso di meccanica e di missilistica.

## Biografia
Nacque a Siedlce (Russia imperiale), poco prima dello scoppio della guerra con la Germania. Tre mesi dopo, quando le battaglie della prima guerra mondiale si avvicinarono, la sua famiglia traslocò a Poltava. All'età di 12 anni, si trasferì a Kiev.
Nel 1932 Čelomej fu ammesso al Politecnico di Kiev (che più avanti divenne la base dell'Istituto di aviazione di Kiev), dove dimostrò di essere uno studente estremamente dotato. Nel 1936 fu pubblicato il suo primo libro, Analisi vettoriale. Al Politecnico, seguì lezioni di analisi matematica, teoria delle equazioni differenziali, fisica matematica, teoria dell'elasticità e meccanica. Seguì anche lezioni di Tullio Levi-Civita, nell'Accademia delle Scienze della RSS Ucraina.
Soprattutto in questo periodo Čelomej studiò molto meccanica e teoria delle oscillazioni, argomento che suscitò il suo interesse per il resto della vita. Nel 1937 si laureò all'Accademia con lode, e vi iniziò a insegnare.
Dall'inizio della Grande guerra patriottica, Čelomej lavorò presso l'Istituto Centrale Baranov di Costruzioni per l'Aviazione (TsIAM) a Mosca, dove inventò il primo pulsoreattore sovietico nel 1942, in modo del tutto indipendente dagli scienziati della Germania nazista. Nell'estate del 1944 si venne a sapere che la Germania stava usando razzi V1 contro il Regno Unito, e questo pose il problema dello studio dei missili da crociera. Con decisione del Comitato per la Difesa Nazionale dell'URSS e del Commissario del popolo per l'industria aeronautica Aleksej Ivanovič Šachurin del 19 ottobre 1944, Čelomej fu promosso a direttore e ingegnere capo dello Stabilimento N51 per la progettazione dei missili, prendendo il posto di Nikolaj Nikolaevič Polikarpov, deceduto da poco.
Čelomej fu incaricato della progettazione, della costruzione e del collaudo del primo missile da crociera sovietico, con la specifica missione di completarlo nel più breve tempo possibile. Nel dicembre 1944 due razzi di denominazione 10X furono sottoposti a un primo collaudo, partendo da un Petlyakov Pe-8 e da un Tupolev Tu-2. Sempre sotto l'egida di Čelomej, fu creato un Ufficio Speciale di Progettazione (OKB-51) per lo studio del primo velivolo telecomandato. Nel 1955 Čelomej fu designato capo ingegnere dell'OKB-52, dove continuò a lavorare ai missili da crociera.
Gli impegni lavorativi non gli impedivano di continuare un processo di ricerca scientifica. Ottenne una laurea in Scienze alla Scuola Tecnica Superiore Bauman di Mosca, esponendo la propria lectio doctoralis nel 1951 e diventandovi professore nel 1952. Nel 1962 divenne accademico dell'Accademia delle Scienze dell'URSS, al dipartimento di Meccanica.
In seguito all'ampliamento del suo OKB, Čelomej iniziò a lavorare ad una serie di programmi piuttosto ambiziosi. Uno di questi era quello relativo al missile universale, ovvero una famiglia di vettori che sarebbero stati utilizzabili sia per scopo militari, sia per missioni spaziali. Nel 1958 l'OKB-52 di Čelomej ebbe completato il primo progetto di missile balistico intercontinentale a più stadi. Il progetto dell'UR-200 (nome in codice NATO SS-10 Scrag): fu scartato a favore del R-36 di Michail Kuz'mič Jangel' (chiamato SS-9 Scarp in Occidente), ma un altro, il UR-100, fu accettato. Nel 1959 Čelomej fu nominato capo ingegnere per l'equipaggiamento dell'aviazione e da allora l'OKB-52 si occupò, oltre che di perfezionare armi di distruzione di massa, di progettare velivoli spaziali. Nel 1961 l'OKB-52 ultimò il progetto dell'ICBM UR-500, e qualche anno più tardi Čelomej diventò il braccio destro di Korolëv nella competizione per il primo volo umano sulla Luna, proprio per mezzo del potente missile balistico. Esso sarebbe stato in grado, secondo l'ingegnere, di portare un equipaggio di due persone in orbita attorno al satellite, in un volo di fly-by. Per dare consistenza al progetto, si occupò di assumere alcuni membri della famiglia del presidente Nikita Chruščëv e sostenendo che sarebbe stato il primo passo per la costruzione di una stazione spaziale. Il programma per il primo viaggio sulla Luna non arrivò mai a compimento dopo la scomparsa di Chruščёv, ma l'idea di usare il missile come vettore spaziale ebbe successo: il primo lancio ebbe luogo il 10 marzo 1967, e l'UR-500 fu rinominato Proton, il modello di razzo permise l'invio in orbita di imponenti costruzioni come le stazioni spaziali Saljut e Mir.

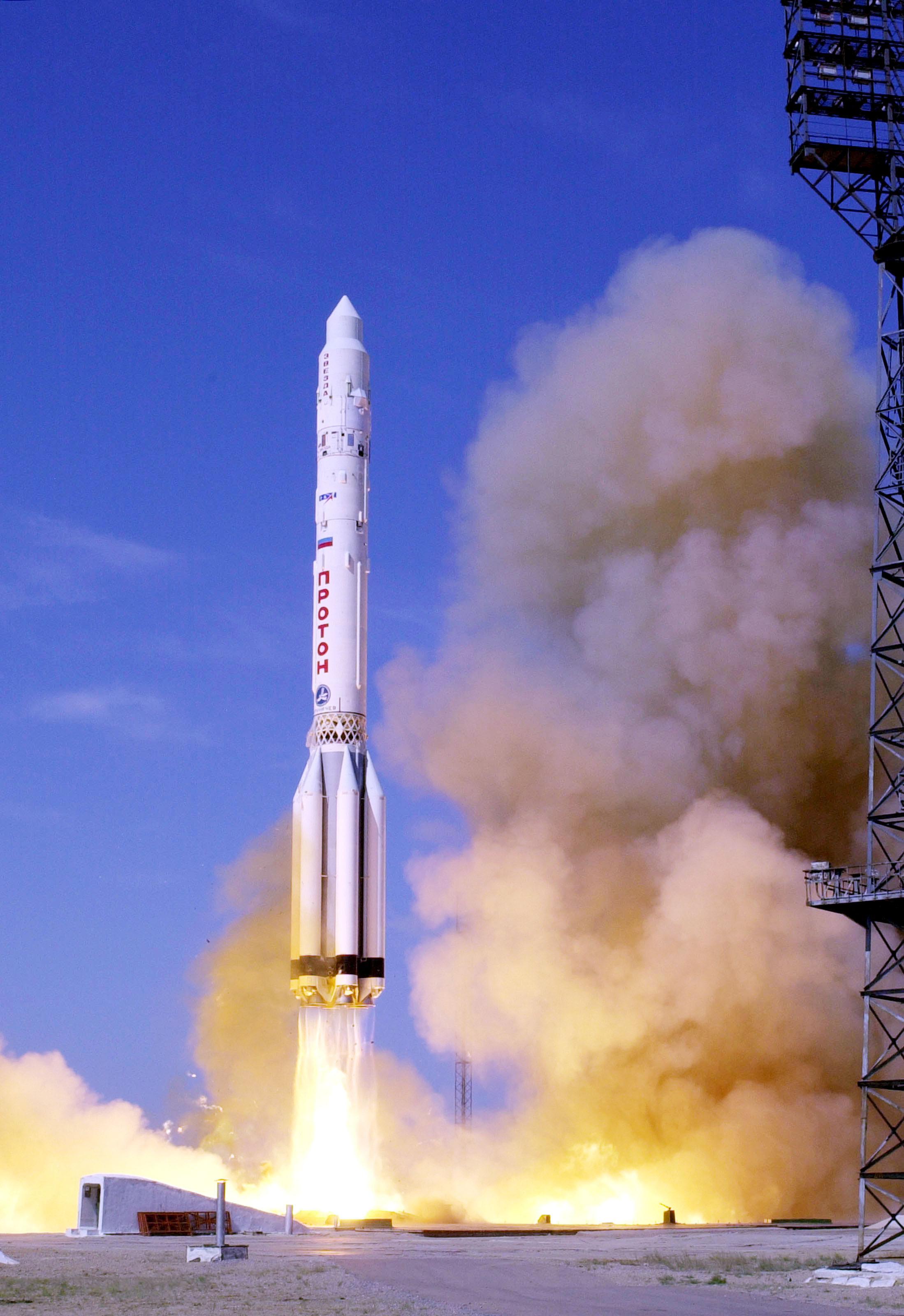
Missile Proton

Satelliti in orbita terrestre come il Polët (Polyot) furono un altro frutto dell'OKB di Čelomej. A differenza di quelli già esistenti al tempo, i satelliti Polyot-1 (1963) e Polyot-2 (1964) erano capaci di ridirezionamento autonomo, e potevano cambiare da soli la propria orbita. Čelomej fu anche a capo della progettazione del satellite Proton. Negli anni 1970 l'OKB lavorò al complesso Almaz, che fu la base per le stazioni spaziali Saljut 2, Saljut 3, e Saljut 5. Un altro progetto, più ambizioso, era quello del TKS, un veicolo orbitale con equipaggio studiato per dare supporto alla Almaz come alternativa alla Sojuz: si trattava però di un progetto che non avrebbe mai visto la luce di per sé, se non con alcune idee riprese per le stazioni Saljut 7 e la stessa Mir.
Čelomej morì a Mosca, nel 1984.

## Premi
- 4 volte Eroe del Lavoro Socialista;
- Premio di Stato dell'URSS (1967, 1974, 1982);
- Premio Lenin (1959);
- 4 Ordini di Lenin;
- Ordine della Rivoluzione d'ottobre.